# Хайдарабадский метрополитен
Хайдарабадский метрополитен — система рельсового внеуличного транспорта в городе Хайдарабад (Индия).

## История
Открыт 29 ноября 2017 года, участками 1-й (Красной) и 3-й (Синей) линий (13 + 17 = 30 км). Линии соединены переходом между конечными станциями линий, создан первый пересадочный узел. Полностью построена красная линия от Mayapur до L. B. Nagar,  на схеме она обозначена зелёным цветом.

## Строительство
Строительство начато в середине 2000-х годов. После открытия 29 ноября 2017 года, продолжено строительство участков 1-й (Красной) и 3-й (Синей) линии.

## Линии
- Красная линия — первый участок линии открыт 29 ноября 2017 года, 13 км.
- Зелёная линия — запланирована.
- Синяя линия — первый участок линии открыт 28 ноября, 17 км.

## Перспективы
Общая длина метрополитена составит 72 км.